# Масерија Франкини (Бари)
Масерија Франкини (итал. Masseria Franchini) је насеље у Италији у округу Бари, региону Апулија.
Према процени из 2011. у насељу је живело 10 становника. Насеље се налази на надморској висини од 625 м.